# Úhlava

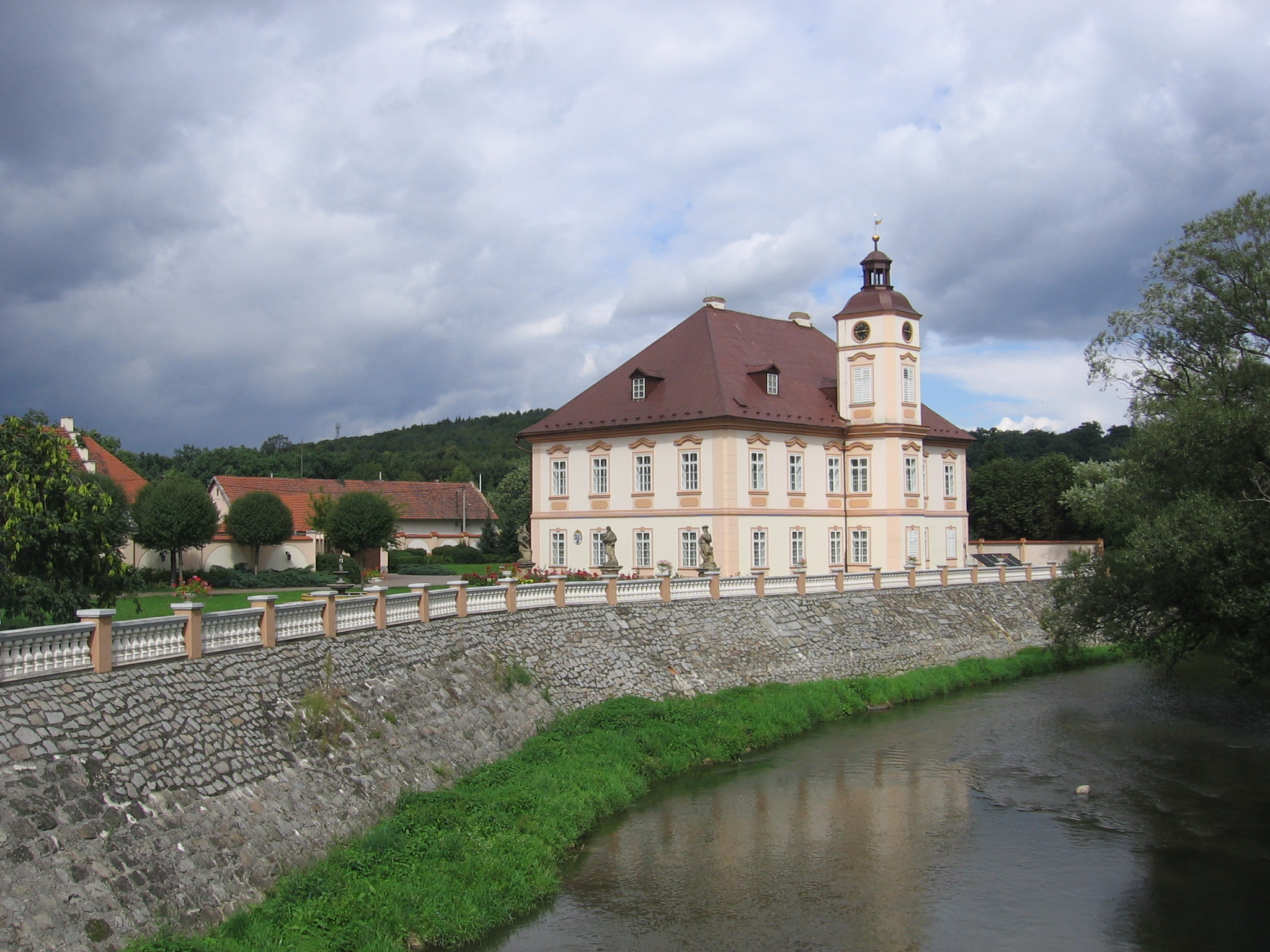
Die Úhlava am Schloss Štěnovice

Die Úhlava, früher Bradavka, (deutsch Angel, Angelbach bzw. Bradawka, am Oberlauf Frischbach) ist ein rechter und der größte Nebenfluss der Radbuza in Tschechien.

## Verlauf
Die Úhlava entspringt auf dem Gebiet der Gemeinde Železná Ruda am Westhang des Pancíř (1214 m) im Landschaftsschutzgebiet Šumava, Böhmerwald. Auf seinem nach Nordwesten führenden Oberlauf fließt der Bach nördlich des Storner Waldes an Sruby vorbei und wird nordöstlich des Spitzbergtunnels von der Bahnstrecke Železná Ruda–Plzeň überquert. Zwischen Bouřňák, Brčálník, Rudolfovna und Pod Můstkem nimmt die Úhlava in einem sumpfigen Kessel zahlreiche kleine Bäche auf; das Gebiet wurde im Jahre 2004 auf einer Fläche von 49,79 ha als Naturreservat Brčálnické mokřady unter Schutz gestellt. Anschließend wird der Bach südlich von Hojsova Stráž im Stausee Pod Černým jezerem gestaut; er bildet das Tiefbecken des zwischen 1929 und 1930 erbauten ältesten Pumpspeicherkraftwerks in Tschechien, als oberes Speicherbecken dient der Gletschersee Černé jezero. Vorbei an Ostříž, Úhlavské Údolí, Křížkov, dem Wasserkraftwerk Gustavsthal, Zadní Hamry, Fenzlův Dvůr und dem Wasserkraftwerk Bílý potok erreicht der Bach Hamry, wo er nördliche Richtung nimmt. Die Flussauen der Úhlava zwischen U Chalaka, Knížecí Dvůr, Veitlovský Dvorec II, U Mužíku, Kollerův Kostel, Dolní Spatův Dvůr, Na Sedle, Hamerský Dvůr und Rodrovský Dvorec sind seit 2003 auf 50,2076 ha als Naturreservat Úhlavský luh geschützt.
Unterhalb von Hamerský Dvůr mündet die Úhlava in den Trinkwasserstausee Nýrsko, zu dessen Seiten die Orte Zelená Lhota, Gubrův Dvorec, Na Špirku und Na Lesní Louce liegen. Überflutet wurden 1970 durch den Talsperrenbau die Ansiedlungen Veitlovský dvorec (Veitlhof), Přední Hamry, Tremlovský Dvorec (Tremlhof), Tremlův mlýn (Tremlmühle) und Bruckhof. Oberhalb von Stará Lhota verlässt die Úhlava den Stausee und fließt vorbei an Milence, Pajrek und der Burgruine Pajrek (Burgruine Bayereck)  bei U Malátů aus dem Landschaftsschutzgebiet Šumava und durch Nýrsko.
Danach erreicht der Fluss den Janovický úval (Janowitzer Senke). Entlang seines nun mit zahlreichen Mäandern in einer breiten Flussaue, z. T. in mehreren Armen nach Nordosten führenden Mittellaufes folgen Bystřice nad Úhlavou, Stříbrný Mlýn, Koblince, Úborsko, Petrovický Mlýn, Petrovice nad Úhlavou, Dubová Lhota, Lhotský Mlýn, Hvízdalka, Kasárna, Janovice nad Úhlavou, Veselí, Markův Mlýn, Spůle, Rohozno, Granátka, Dolní Lhota, Volenov, Bezděkov, Poborovice, Na Hrázi, Novákovice, Dražský Mlýn, Beňovy, Kal, Hůrka, U Červeného Mlýna, Pod Hůrkou, Tajanov, Nový Mlýn und Andělice. Dabei fließt die Úhlava westlich an Klatovy vorbei. Zwischen Stříbrný Mlýn und Veselí verläuft die Bahnstrecke Janovice nad Úhlavou–Domažlice links des Flusses. Oberhalb von Janovice nad Úhlavou sowie bei Kal wird die Úhlava zweimal von der Bahnstrecke Železná Ruda–Plzeň überquert.
Nachfolgend bildet die Úhlava auf ihrem Lauf durch die Švihovská vrchovina (Schwihauer Bergland) ein breites Tal, zu dessen Seiten die Orte Svrčovec, Malá Strana, Sekrýt, Dolanský Mlýn, Chudinka, Komošín, Dolany, Cihelna, Výrov, Malechov und Trtštejn liegen. Eine am Fuße der Burgruine Kokšín gelegene abgeworfene Flussschleife ist seit 1988 auf 0,5 ha als Naturdenkmal Stará Úhlava unter Schutz gestellt. Vorbei an Kokšín, Na Hrobárně und Za Vodou erreicht die Úhlava Švihov, wo linksseitig vom Fluss der Wassergraben um die Wasserburg Švihov abgeleitet wird. Anschließend fließt die Úhlava über Nový Mlýn, Vodotečský Dvůr, Červené Poříčí, Jíno, Borovy, Nezdice und Zelená Hora nach Lužany; dabei wird der Fluss unterhalb von Červené Poříčí erneut von der Bahnstrecke Železná Ruda–Plzeň überbrückt. Die Úhlava-Mäander bei Lužany wurde als Naturdenkmal Lužany unter Schutz gestellt. Entlang des sanften und breiten Tals der Úhlava nach Norden durch die Radyňská vrchovina folgen dann die Orte Příchovice, Přeštice, Vícov, Střížov, Dolní Lukavice, Krasavce, Lišice, U Voglů, Snopoušovy, Vysoká, Předenice, Nový Mlýn, Čižice, Štěnovice, Robčice und Útušice. Nördlich von Útušice überbrückt die Autobahn D 5 vor dem Tunnel Valík den Fluss; unterhalb des Autobahnbrücke erreicht die Úhlava die Stadtgrenze von Pilsen. Vorbei an Podháj, Radobyčice, Černice, Čechurov, Bručná, Hradiště und Výsluní windet sich der Fluss auf seinem Unterlauf in großen Schleifen durch die Plzeňská kotlina (Pilsener Becken). Auf ihren letzten zwölf Kilometern durch das Pilsener Stadtgebiet hat die Úhlava keine Zuflüsse mehr. Unmittelbar vor der Mündung befindet sich rechts der Úhlava an der Velká Homolka (371 m n.m) eine Trinkwasseraufbereitungsanlage für Pilsen und Umgebung. Nach 108,8 km mündet die Úhlava am westlichen Fuße der Velká Homolka im České údolí (Böhmisches Tal) bei Doudlevce, drei Kilometer südlich des Stadtzentrums von Pilsen, in die Radbuza.
Zwischen dem Spitzbergtunnel und Zelená Lhota, zwischen Nýrsko und Klatovy sowie zwischen Kokšín und Přeštice
führt die Bahnstrecke Železná Ruda–Plzeň entlang der Úhlava.

## Zuflüsse
- Černý potok (Seebach; l), oberhalb von Ostříž
- Bílý potok, auch Ostrý potok (Osserbach; l), in Hamry
- Lakmal (r), bei Kollerův Kostel
- Svinský potok (l), bei Hamerský Dvůr
- Zelenský potok (r), bei Zelená Lhota im Stausee Nýrsko
- Dešenický potok (r), in Milence
- Žiznětický potok (r), in Nýrsko
- Chodská Úhlava/Chodenangelbach (l), bei Stříbrný Mlýn
- Petrovický potok (r), oberhalb von Janovice nad Úhlavou an der ehemaligen Kaserne
- Jelenka (r), in Janovice nad Úhlavou
- Miletický potok (l), in Veselí
- Kusmoukovský potok, auch Kosmoukovský potok (r), bei Granátka am Podstránský rybník
- Korytský potok bzw. Plešinský potok (l), bei Dolní Lhota
- Novákovický potok (r), bei Na Hrázi
- Tupadelský potok (l), bei Tajanov
- Drnový potok (r), bei Andělice
- Poleňka (l), in Dolany
- Točnický potok (r), bei Kokšín
- Mezihořský potok (l), in Švihov
- Třebýcinka (r), bei Vodotečský Dvůr
- Lhovický potok (l), bei Vodotečský Dvůr
- Vlčí potok (r), in Jíno
- Borovský potok (l), in Borovy
- Lužanský potok (l), in Lužany
- Příchovický potok (r), in Příchovice
- Divoký potok bzw. Lukavice (r), oberhalb von Dolní Lukavice
- Lukavický potok (l), unterhalb von Dolní Lukavice
- Předenický potok (r), in Předenice
- Čižický potok bzw. Nebílovský potok (r), in Čižice
- Losinský potok (r), in Štěnovice
- Útušický potok bzw. Robčický potok (l), bei Útušice

## Durchflossene Teiche und Seen
- Stausee Pod Černým jezerem (4 ha), bei Hojsova Stráž
- Stausee Nýrsko (140 ha), bei Stará Lhota

## Name
Der tschechische und der deutsche Name gehen möglicherweise auf die germanische Form *Angulahwa zurück, was auf eine frühzeitliche germanische Besiedlung hinweist.